# Takayuki Fujii
Takayuki Fujii (藤井 貴之 Fujii Takayuki?), född 18 juni 1993 i Osaka prefektur, är en japansk fotbollsspelare.
Fujii började sin karriär 2016 i Kagoshima United FC. Efter Kagoshima United FC spelade han för Tokyo Musashino City FC och Nara Club. 